# Югославия на летних Олимпийских играх 1996
Союзная Республика Югославия принимала участие в летних Олимпийских играх 1996 года в Атланте (США) в первый раз за свою историю и завоевала две бронзовые, одну серебряную и одну золотую медали. Сборную страны представляли 68 спортсменов, в том числе 9 женщин.

## 01!Золото
- Стрельба, женщины — Александра Ивошев.

## 02!Серебро
- Баскетбол, мужчины — Мирослав Берич, Деян Бодирога, Предраг Данилович, Александар Джорджевич, Владе Дивац, Никола Лончар, Саша Обрадович, Жарко Паспаль, Желько Ребрача, Зоран Савич, Деян Томашевич, Миленко Топич.

## 03!Бронза
- Стрельба, женщины — Александра Ивошев.
- Волейбол, мужчины — Владимир Батез, Деян Брджович, Горан Вуевич, Андрия Герич, Владимир Грбич, Никола Грбич, Джордже Джурич, Райко Йоканович, Слободан Ковач, Дьюла Мештер, Жарко Петрович, Желько Танаскович.

## Результаты соревнований

### Водные виды спорта

#### Прыжки в воду
По итогам предварительных 6 прыжков в полуфинал проходило 18 спортсменов. Далее прыгуны выполняли по 5 прыжков из обязательной программы, результаты которых суммировались с результатами предварительных прыжков. По общей сумме баллов определялись финалисты соревнований. Финальный раунд, состоящий из 6 прыжков, спортсмены начинали с результатом, полученным в полуфинале.
Мужчины
| Соревнование      | Спортсмены    | Предварительный раунд | Предварительный раунд | Полуфинал            | Полуфинал            | Сумма                | Сумма                | Финал                | Финал                | Итог                 | Итог                 |
| Соревнование      | Спортсмены    | Результат             | Место                 | Результат            | Место                | Результат            | Место                | Результат            | Место                | Результат            | Место                |
| ----------------- | ------------- | --------------------- | --------------------- | -------------------- | -------------------- | -------------------- | -------------------- | -------------------- | -------------------- | -------------------- | -------------------- |
| трамплин, 3 метра | Синиша Джугич | 181,17                | 38                    | Завершил выступление | Завершил выступление | Завершил выступление | Завершил выступление | Завершил выступление | Завершил выступление | Завершил выступление | Завершил выступление |